# Glenea omeiensis
Glenea omeiensis är en skalbaggsart som beskrevs av Fernando Chiang 1963. Glenea omeiensis ingår i släktet Glenea och familjen långhorningar. Inga underarter finns listade i Catalogue of Life.